# 中壢站前商圈

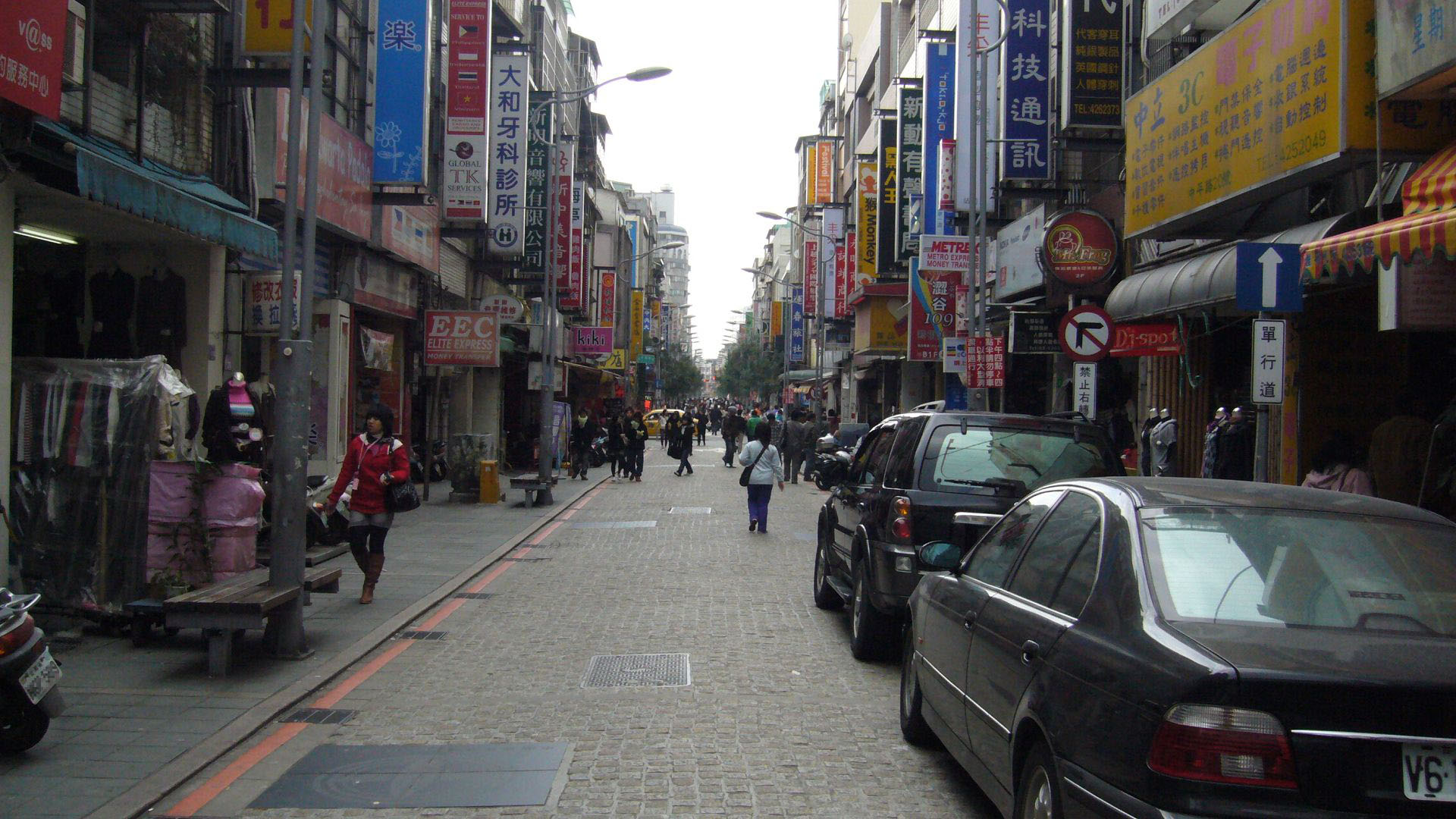
中平路行人徒步區

中壢站前商圈是臺灣桃園市中壢區的一個商圈，圍繞臺鐵中壢車站發展。
在傳統認知中，中壢站前商圈是中壢區的區中心，並與桃園區的桃園站前商圈並列為桃園市兩大都市核心。然而近年來在多重因素影響下，中壢站前商圈的人潮銳減、商店數減少，已不再具有中壢區中心商業區的地位，但仍然是全區的交通中心。

## 商圈概要

### 中平路
中平路是中壢站前商圈最具代表性與知名度的區域，因此常單獨被稱作中平商圈或中平路商圈。此處設置了長約700公尺的徒步區，再加上以服飾為首的流行元素為主要商品，因此有「小西門町」之美稱。

### 中正路
中正路是中壢車站主要的聯外道路，因此道路兩旁也吸引不少商家聚集，尤其以服飾和連鎖餐廳占多數，設有JC Park食尚廣場中壢中正館。

### 中山路
中山路沿線有許多銀行與電訊公司聚集，是個商務、辦公氣氛較濃厚的區域。

### 其他
中壢站前商圈尚有許多商店分布在其餘的道路或小巷弄中。此外，因中壢工業區而來的東南亞勞工也常在中壢車站周邊消費或開設商店，尤其聚集長江路、中央東路一帶，這裡每到週末還會舉辦東南亞市集。

## 歷史
漢人早期來到中壢發展時，主要分布在兩大聚落：中壢老街與中壢新街，而中壢站前商圈這片地區在當時是個未形成聚落的普通墾地。
清治時期所鋪設的劉銘傳鐵路曾將中壢車站設在中壢新街附近，因此中壢新街曾成為歷史上的「中壢站前商圈」。直到日治時期時縱貫鐵路改線為現今的走法，中壢車站也因此移至現今的位置，今日的中壢站前商圈一帶便藉著交通優勢開始迅速發展，到了1920年中壢郡成立時，此地已是中壢首屈一指的商業地帶，將中壢郡役所設置在此更進一步確立政治地位，中壢站前商圈從此便被廣泛認為是中壢的核心區域。
但在最近幾年因人行道規劃不當、市容老舊、捷運施工造成噪音汙染與空間限縮、交通混亂、商圈轉移、網路購物興起等因素，中壢站前商圈出現明顯衰退，已不再有中壢區中心商業區的地位。